# 黒猫の棲む館
黒猫の棲む館 （くろねこのすむやかた、The Tomb of Ligeia）は、1964年のイギリスのホラー映画。
エドガー・アラン・ポーの1838年の短編小説「ライジーア」(Ligeia)が基になっている。監督は、ロジャー・コーマン。主演は、ヴィンセント・プライス、エリザベス・シェパード。